# Guillem de Pau i Amorós

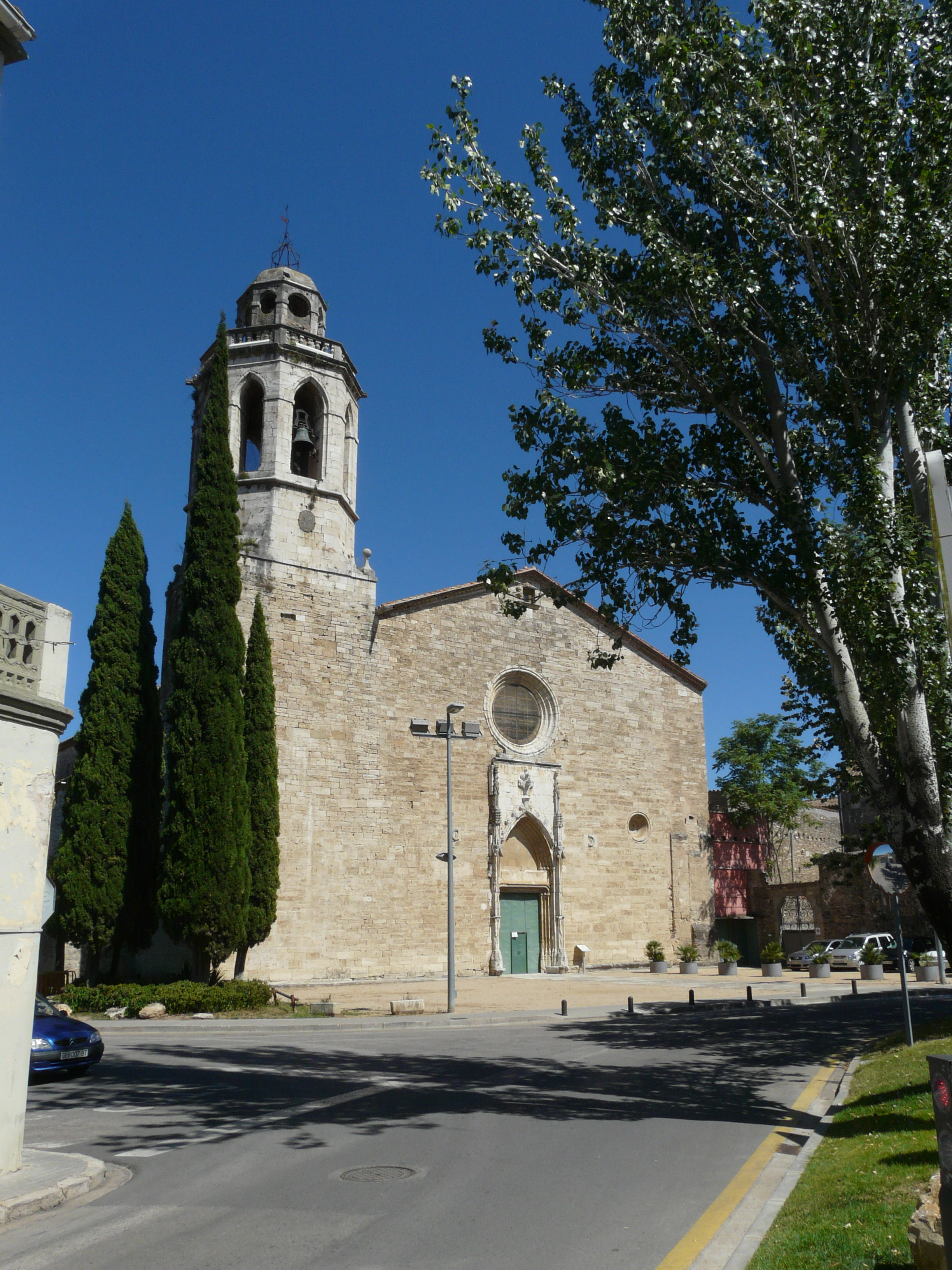
Monestir de Sant Esteve de Bayoles

Guillem de Pau i Amorós   (1409 - 1443) fou abat del monestir benedictí de Sant Esteve de Banyoles i el seu abadiat (1409-1443) fou presidit pel foment de l'art i la reconstrucció del monestir i la vila després dels terratrèmols de 1427 i 1428. Però, també, de durs enfrontaments amb els vilatans per mantenir el poder feudal dels abats banyolins.

## Biografia
Era membre de la família dels senyors de Cervera de la Marenda i era emparentat amb la família de Pau, nobles originaris del castell de Pau a l'Empordà. Era net de Berenguer de Pau i de Xeixar, donzell de Banyuls, senyor de Pau i d’Abelles. El seu cosí Bernat de Pau fou bisbe de Girona entre 1436-1457.
Fou abat de Sant Esteve de Banyoles. El 18 d'agot de 1409 li presentava vassallatge la vila de Banyoles com a abat del monestir i el seu senyor feudal. Com a tal ostentava la jurisdicció civil, religiosa i militar.  El seu abadiat coincideix en els inicis de l'evolució i la transformació de la Cristiandat medieval en l'Europa moderna que portaran a la gradual separació dels poders temporals dels poders espirituals i la relativa secularització de la cultura promoguda per l'Humanisme.
En aquest ambient, la defensa de Guillem de Pau del seu poder senyorial i econòmic el dugué a situacions forassenyades com l'episodi en què, el 1416, motivà una carta del rei Alfons el Magnànim al veguer de Girona del 2 de maig d'aquell any en què parlava de l'abat de Pau dient que “ha pres als jurats les claus de la porta de la població que per dret els corresponen, fa amenaces de mort, prepara presons amb cadenes i grillons i d'altres actes”.
Un altre exemple es produí un any després, el 1417, en el fet que durant l’elecció de nous jurats (regidors) de la vila es presentà amb gent armada i empresonà els electors assistents a l’acte retraent-los que volien conculcar la seva jurisdicció i donar-la al rei. I així va provocar una revolta armada a la vila. Els consellers només van poder ser alliberats gràcies a la intervenció del veguer reial de Girona.
Es veié Guillem de Pau implicat en diversos conflictes com ara amb el vescomte de Rocabertí i amb un seu vassall, Lloret de Castelló d’Empúries.
En representació del braç eclesiàstic, Guillem de Pau va assistir a les Corts catalanes celebrades a Barcelona dels anys 1412, 1416, 1431, 1436 i 1438; a les celebrades el 1419 a Sant Cugat del Vallès; i a Tortosa, el 1420.   El 1441, consolidant la seva influència dins l'orde, va ser elegit president de la Congregació Benedictina Tarraconense i on també es tractà del trasllat de l’Estudi General de Banyoles al monestir de Sant Pere de Galligants de Girona, tal com ho havien demanat els jurats de Girona i l’abat de Sant Feliu, però romangueren al monestir banyolí. Encara més, el 1456 se celebrà el capítol provincial a Banyoles.
El 1424 l'abat Guillem de Pau va enviar el seu monjo i cambrer fra Guillem Benet al Concili de Tarragona en comptes d'assistir-hi ell. Un fet que motivà una dura carta enviada per l’arquebisbe de Tarragona, datada el 2 d’octubre de 1424, on retreia a Guillem de Pau que només assistia a aquelles reunions de les quals, presumiblement, en podia treure algun profit. Per aquest motiu l’arquebisbe, davant l’excusa presentada per l’abat de no poder assistir al Concili de Tarragona, li retreia que “quan se tractava de sos interessos y propias conveniéncias res lo impedia per anar y venir de la cort del rey y de una ciutat a l’altra, sense que el destorbessin bandos ni controversias de cap espècie.” Tot manant-li presentar-se a Tarragona abans de deu dies, si no volia incórrer en la pena d’excomunió.

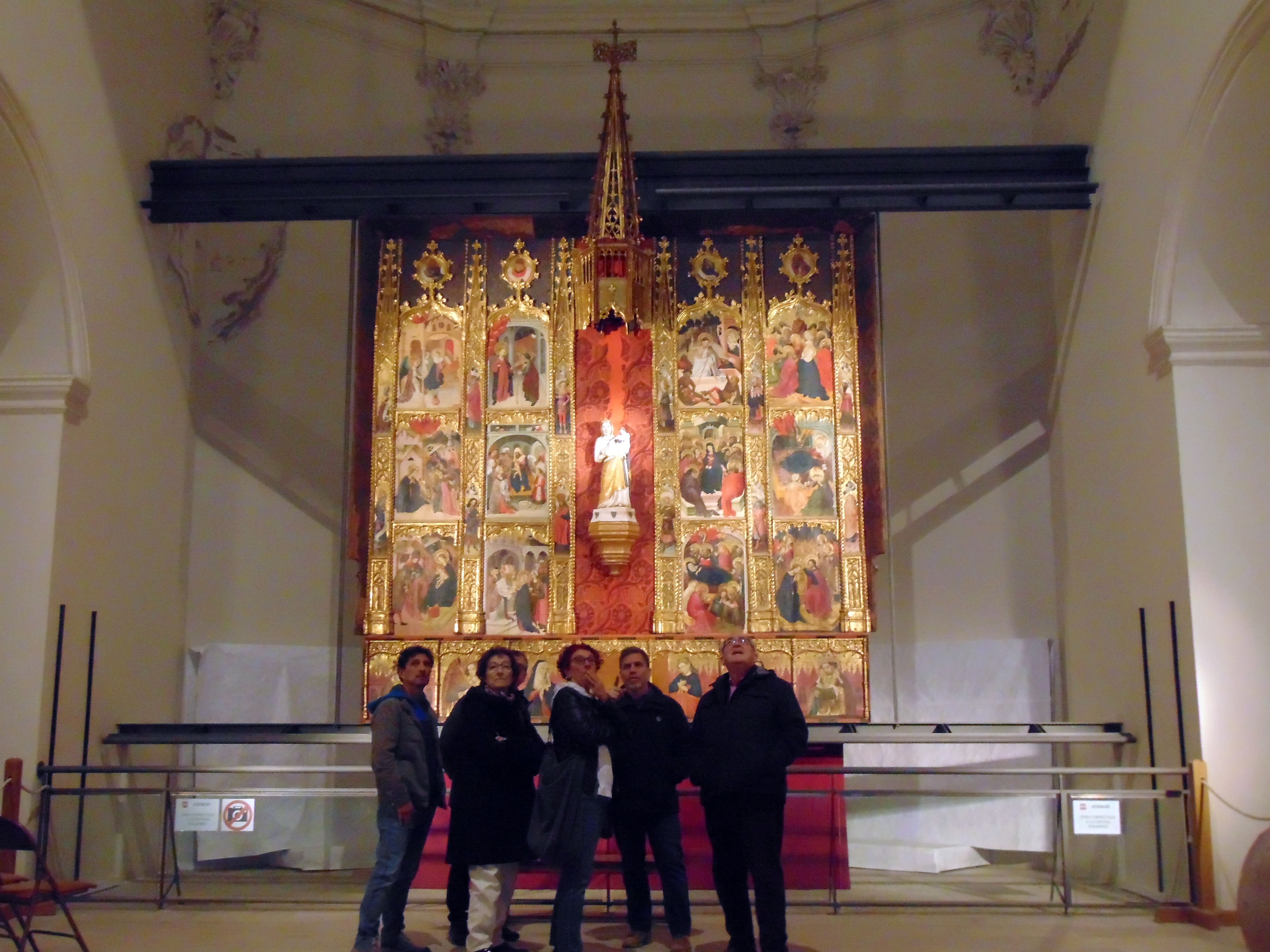
El retaule de la Mare de Déu de l'Escala, un llegat de l'abat Guillem de Pau

Però, per altra banda, Guillem de Pau fou el gran impulsor de la reconstrucció del monestir i la seva església després dels terratrèmols de 1427 i 1428 que afectaren greument els edificis de l'abadia banyolina. Unes obres i millores que s'obriren a l'estètica de l'anomenat gòtic internacional. En aquesta línia va encarregar al pintor Joan Antigó el retaule de la Mare de Déu de l’Escala, un dels més rellevants del gòtic català i europeu obrat entre els anys 1437 i 1439. També tingué la iniciativa de dotar a les relíquies del patró de Banyoles   d'una notable arqueta de Sant Martirià, obra del taller gironí dels Artau i acabada l’any 1453. Dins la tasca de decòrum i embelliment arribaren al monestir nous ornaments i vestuaris litúrgics. També amplià amb nous manuscrits la biblioteca del seu monestir.
Els darrers temps del seu abadiat són confosos. Per causes no conegudes, el 26 de juliol de 1440 la reina Maria de Castella, esposa del rei Alfons el Magnànim i virreina de Catalunya, va manar empresonar Guillem de Pau. L’ordre, afectant un eclesiàstic seu, la va portar a terme el seu cosí el bisbe gironí Bernat de Pau. Empresonat de primer a Girona, després fou enviat a la presó del castell de la Bisbal. Tanmateix, va aconseguir escapar-se'n el mes de desembre de l’any 1442 i presentar-se al papa Eugeni IV i al rei Alfons, a Nàpols, per a defensar-se. Finalment, el rei va manar el seu reintegrament a l’abadia i ell va tornar a Banyoles a principis de 1443.
Però de nou tornà a ser empresonat i destituït del seu càrrec. Ja que el 18 de novembre d'aquell mateix any el vicari general del bisbat confirmava l’elecció d’un nou abat a Sant Esteve de Banyoles. Mesos després, el 12 de juliol de 1444, l’abat Guillem de Pau moria a la presó del bisbe de Girona en circumstàncies no massa aclarides i era enterrat al monestir de Sant Esteve de Banyoles.